# Youssef Chahine
Youssef Chahine (àrab: يوسف شاهين, Yūsuf Xāhīn) (Alexandria, 25 de gener de 1926 - el Caire, 27 de juliol de 2008) va ser un director de cinema egipci.

## Biografia
Chahine va nàixer el 25 de gener de 1926, fill de pares libanesos. Son pare, catòlic, es va traslladar a Egipte. Respecte a la religió, Youssef Chahine no en va ser practicant de cap, i responia «egipci» si li preguntaven sobre aquest tema.
Des de ben jove es va sentir atret per les arts interpretatives, fins al punt de crear espectacles per a la seua família. Va començar la seua educació al Collège Saint Marc i després va acudir al prestigiós Victoria College d'Alexandria. L'any 1946 va convèncer sons pares per permetre'l viatjar a Hollywood per a estudiar com a actor al Pasadena Playhouse, als afores de Los Angeles, Califòrnia.
Quan va retonar al seu país, però, es va centrar en la direcció, i va entrar al sector cinematogràfic de la mà del cineasta Alvise Orfanelli. Chahine va dirigir la seua primera pel·lícula l'any 1950, Baba Amin. A l'any següent realitza Nile Boy, per la qual és convidat al Festival de Canes, i el 1954, fa debutar Omar Sharif amb Sira’ fi-l-Wadi. Amb al-Ikhtiyar (L'elecció, 1970) obté el Tanit d'or del Festival de Cinema de Cartago. Tres anys més tard duu a terme la primera co-producció egipcio-algeriana amb The Sparrow, en la qual mostra la seua opinió política al voltant de la Guerra dels Sis Dies.
Va guanyar l'Os d'Argent-Premi Especial del Jurat a la 29a edició de la Berlinale, el festival de cinema de Berlin amb ''Alexandria... Why? (1978). La cinta és la primera part d'una nissaga de caràcter autobiogràfic, que es completa amb An Egyptian Story (1982), Alexandria, Again and Again (1990) i Alexandria...New York (2004).
Sobre la seua tasca, Youssef Chahine va assenyar que «realitzava les pel·lícules per a mi mateix. També per a la meua família. També per a Alexandria. També per a Egipte. Si al món àrab els agrada, ahlan wa sahlan (‘benvingut siga’). Si els agrada a l'audiència forana, doblement benvingut siga.»

## Cinematografia
Les primeres pel·lícules de Chahine a Egipte inclosa Raging Sky (1953), es van dur a terme mentre Farouk encara era rei i s'alçaven els enfrontaments entre els camperols i els terratinents gairebé feudals. Però la primera pel·lícula veritablement indicativa del seu estil i de les seues preocupacions va arribar a l'any 1958 amb Bab al-Hadid (Estació central del Caire).
El mateix Chahine interpreta el personatge central, Kenaoui,un home senzill que viu de la venda de diaris, una ocupació benèfica. Retalla fotos de dones de les revistes per a la cabina de l'estació on viu, però el focus de les seues frustracions sexuals és Hanouma (interpretada per popular actriu Rostom Hind), una venedora de llimonada lligada al porter i organitzador sindical Abou Serib (Farid Shawki). L'afecte de Hanouma, inconscientment, exacerba la frustració de Kenaoui i li crea una confusió que el portarà a la mort. El públic egipci, acostumat a melodrames més simples, va rebutjar la pel·lícula, i no es va projectar de nou en dues dècades.
El 1963 roda El Nasser Salah Ed-Din (Saladin, El Victoriós), una èpica pel·lícula de tres hores en Cinemascope, que narra la història d'aquest soldà del segle xii el qual, en obrir-se el film, s'està preparant per alliberar Jerusalem dels croats ocupants. Va ser escrita per Naguib Mahfouz i el poeta i escriptor progressista Abderrahman Cherkaoui; estableix un paral·lelisme entre Saladí i el president Nasser, líder del panarabisme. Saladí es mostra com una persona educada i pacífica en un moment se li demana per donar ajuda mèdica clandestina de Ricard Cor de Lleó, ferit per una fletxa, i després li diu: "La religió és de Déu i la Terra és per a tots ... Garanteixo a tots els cristians de Jerusalem els mateixos drets què gaudeixen els musulmans"." Chahine era molt conscient de la dimensió de la propaganda que implícitament dibuixava al president Nasser com un modern Saladí, tot afirmant que "les meves pròpies simpaties estaven amb el panarabisme, que jo encara hi crec". La raó principal per la que va fer la pel·lícula era per demostrar que una producció èpica amb un petit pressupost, segons els estàndards del cinema mundial. A partir d'aleshores, només va realitzar pel·lícules de color.
Una novel·la de Cherkaoui, serialitzada el 1952, va formar la base de The Earth (La terra, 1968), film que destaca especialment per la imatge del camperol -"etern 'condemnat de la terra' "- que va trencar amb "la ridícula imatge que el cinema havia donat (fins llavors) d'ell" (Khaled Osman). A això va seguir una col·laboració més amb Mahfouz a The Choice (1970), aparentment la història de la investigació d'un assassinat que implica dos germans bessons, però amb el tema de fons de l'esquizofrènia intel·lectual. El 1972 va destacar amb una de les seues millors pel·lícules, The Sparrow. Un periodista i un jove oficial de policia es reuneixen durant la investigació de casos de corrupció. Ells i altres persones de l'esquerra passen per la casa de Bahiyya, el nom del qual representa la idea de la pàtria i s'invoca en la cançó de Cheikh Imam al final de la pel·lícula. Després de l'anunci de Nasser de la derrota en la guerra i la consegüent dimissió del mandatari, Bahiyya còrre pel carrer seguit per una multitud cada vegada més gran, al crit de "No! Hem de lluitar. No podem acceptar la derrota!". La producció va ser una co-producció entre Egipte i Algèria, com el film de 1976 The Return Of The Prodigal Son (El retorn del fill pròdig), una "tragèdia musical".
En 1971 va ser membre del jurat en el 7è Festival Internacional de Cinema de Moscou.
En Alexandria, Why? (Alexandria, per què?, 1978), Yehia, un jove estudiant del Victoria College, està obsessionat amb marxar a Hollywood i dedicar-s'hi al cinema. És l'any 1942, i els alemanys estan a punt d'entrar a Alexandria, una opció vista com a preferible a la presència dels britànics. En An Egyptian Story (Una història d'Egipte, 1982), com a resultat d'una operació de cor, fa un repàs de la seva vida: moments dels propis films de Chahine es reprodueixen en contra de la seva autobiografia i el context històric social. La memòria és una element molt important en el treball més recent de Chahine -ja siga de "la ciutat de la meua infància, l'Alexandria d'entreguerres, tolerant, secular, oberta a musulmans, cristians i jueus" o d'un passat més llunyà: tal com s'evoca a Adieu Bonaparte (1985), basada en els aspectes culturals de l'expedició napoleònica a Egipte de 1798. "Fora d'aquest meravellós enfrontament es va produir un renaixement de la consciència egípcia, del seu passat... que pertany a la humanitat".
L'any 1992 Jacques Lassalle se li va apropar per a dirigir una peça de la seua elecció per a Comédie-Française: Chahine va triar l'adaptació del Caligula d'Albert Camus, que va resultar un gran succés. Eixe mateix any va començar a escriure The Emigrant (1994), una història que s'inspira en el personatge bíblic de Josep, fill de Jacob. El film va crear una controvèrsia a Egipte entre l'ala progressista i els fonamentalistes que s'oposaven a la representació de personatges religiosos a les pel·lícules.
El 1997, 46 anys i 5 invitacions més tard, el seu treball va ser reconegut en el Festival de Cinema de Canes amb un premi per la seva trajectòria en ocasió del 50è aniversari del festival.
Durant la seva llarga carrera Chahine produït diverses pel·lícules, entre elles Chafika et Metwal d'Aly Badrakhan.

## Controvèrsies
- A The Sparrow ataca la corrupció del seu país i la culpabilitza de la derrota d'Egipte a la Guerra dels Sis Dies.
- A Cairo Station, tot i ser un clàssic del cinema egipci, també va sorprendre els espectadors per la simpatia amb què es representa una "dona caiguda" i per la violència amb què una altra és assassinada.
- Durant els anys següents Chahine es va trobar cada vegada més en conflicte amb la indústria cinematogràfica suportada pel govern d'Egipte i les seves fortes restriccions polítiques al cinema. El 1964 es va exiliar voluntàriament al Líban, on hi va rodar dos musicals: Bayya al-Khawatim (Venedor d'anells, 1965) i Rim al-Dhahab (Arenes d'or, 1967). La primera va esdevindre en un dels millors musicals del cinema àrab i un èxit per a Yahine, mentre que la segona, a causa dels retrasos del rodatge i la fallida en taquilla, va suposar la fi de la seua etapa libanesa i el retorn a Egipte.[10][11]
- Chahine sovint incloïa temes homosexuals o bisexuals a les seues produccions. Alexandria... Why? conta la història de dos homes, un egipci i un europeu, que s'enamoren durant la Segona Guerra Mundial. El cosí de Yehia és gai i compra a soldats britànics borratxos. A An Egyptian Story Yehia és un cineasta que marxa a Londres (tal com havia fet el mateix Chahine) per a una operació a cor ober; i hi té un breu afer amb un taxista.[12]

## Malaltia i mort
Chahine va ingressar a l'hospital cairota d'El Shorouq en un coma produït per una aparent hemorragia cerebral, el 15 de juny de 2008. L'endemà, va ser traslladat a París, en un vol d'emergència, i ingressat a l'Hospital Americà de Neuilly-sur-Seine, a l'oest de Paris. La seua neboda va assenyalar a AFP que es trobava «crític però estable».
El 7 de juliol de 2008, Youssef Chahine va morir a la seua llar del Caire.
Va ser honorat per la BAFTA per la seua contribució al cinema.

## Filmografia[14]
| #  | Any  | Títol en àrab                         | Transliteració (segons la pronunciació dialectal egípcia) | Traducció a l'anglès                    | Traducció al català                            | Notes |
| -- | ---- | ------------------------------------- | --------------------------------------------------------- | --------------------------------------- | ---------------------------------------------- | --- |
| 1  | 1950 | بابا أمين                             | Bābā Amīn                                                 | Papa Amin                               | Pare Amín                                      | |
| 2  | 1951 | ابن النيل                             | Ibn an-Nīl                                                | Son of the Nile                         | Fill del Nil                                   | |
| 3  | 1952 | المهرج الكبير                         | Al-moharrig al-kabīr                                      | The Great Clown                         | El gran pallasso                               | |
| 4  | 1953 | سيدة القطار                           | Saydat al-Qitār                                           | Lady on the Train                       | La senyora del tren                            | |
| 5  | 1953 | نساء بلا رجال                         | Nisā blā rigal                                            | Women without Men                       | Dones sense homes                              | |
| 6  | 1954 | صراع فى الوادي                        | Ṣirāʿ fi-l-wādī                                           | Struggle in the Valley                  | Combat a la vall                               | També coneguda com The Blazing Sun                                                                                            |
| 7  | 1954 | شيطان الصحراء                         | Xayṭān as-Saḥrāʾ                                          | The Desert Devil                        | El dimoni del desert                           | |
| 8  | 1956 | صراع فى الميناء                       | Ṣirāʿ fi-l-mīnāʾ                                          | Struggle on the Pier                    | Combat al port                                 | També coneguda com Dark Waters                                                                                                |
| 9  | 1957 | ودعت حبك                              | Waddaʿtu hubba-ka                                         | Farewell to Your Love                   | Vaig acomiadar el teu amor                     | |
| 10 | 1957 | إنت حبيبى                             | Inta habībī                                               | You're My Love                          | Tu ets el meu estimat                          | |
| 11 | 1958 | باب الحديد                            | Bāb al-Ḥadīd                                              | Cairo Station                           | La porta de ferro                              | |
| 12 | 1958 | جميلة                                 | Jamīla                                                    | Jamila, the Algerian                    | Jamila                                         | |
| 13 | 1959 | حب إلى الأبد                          | Ḥubb ilà-l-abad                                           | Forever Yours                           | Un amor per sempre                             | Inclosa al primer Festival de Cinema de Moscou.                                                                               |
| 14 | 1960 | بين ايديك                             | Bayn Edayk                                                | In Your Hands                           | Entre les teves mans                           | |
| 15 | 1960 | نداء العشاق                           | Nidāʾ al-ʿUxxāq                                           | A Lover's Call                          | La crida de ls enamorats                       | |
| 16 | 1961 | رجل في حياتي                          | Ragul fi-ḥayātī                                           | A Man in My Life                        | Un home a la meva vida                         | |
| 17 | 1963 | الناصر صلاح الدين                     | An-Nāṣir Ṣalāḥ ad-Dīn                                     | Salladin the Victorious                 | Saladí el Victoriós                            | Inclosa al 3r Festival de Cinema de Moscou.                                                                                   |
| 18 | 1964 | فجر يوم جديد                          | Fagr yūm gadīd                                            | Dawn of a New Day                       | L'alba d'un nou dia                            | |
| 19 | 1965 | بياع الخواتم                          | Biyāʿ al-ẖawātim                                          | The Ring Salesman                       | El venedor dels anells                         | També coneguda com Auliban, the Seller of Jokes. Protagonitzada per l'estrella libanesa Fairuz. Basada en un musical de 1964. |
| 20 | 1966 | رمال من ذهب                           | Rimāl min ḏahab                                           | Golden Sands                            | Arenes d'or                                    | |
| 21 | 1967 | عيد الميرون                           | ʿId al-Mairūn                                             | The Feast of Mairun                     | La festa d'al-Mayrun                           | Curtmetratge |
| 22 | 1968 | الناس والنيل                          | An-nās wa-n-Nīl                                           | Those People of the Nile                | La gent i el Nil                               | |
| 23 | 1969 | الأرض                                 | Al-arḍ                                                    | The Land                                | La terra                                       | |
| 24 | 1970 | الإختيار                              | Al-iẖtiyār                                                | The Choice                              | L'elecció                                      | |
| 25 | 1972 | سلوى الفتاة الصغيرة التى تكلم الأبقار | Salwà al-fatā aṣ-ṣaġīra allatī tukallam al-abqār          | Salwa the Little Girl who Talks to Cows | Salwa, la petita noia que parlava a les vaques | Curtmetratge També coneguda com Salwa                                                                                         |
| 26 | 1973 | العصفور                               | Al-ʿasfūr                                                 | The Sparrow                             | El pardal                                      | |
| 27 | 1973 | انطلاق                                | Inṭilāq                                                   | Forward We Go                           | Sortida                                        | Documental |
| 28 | 1976 | عودة الابن الضال                      | ʿŪdat al-ibn aḍ-ḍāl                                       | Return of The Prodigal Son              | El retorn del fill pròdig                      | |
| 29 | 1978 | إسكندرية... ليه؟                      | Iskandariyya... līh?                                      | Alexandria... Why?                      | Alexandria.... per què?                        | |
| 30 | 1982 | حدوتة مصرية                           | Ḥaddūta miṣriyya                                          | An Egyptian Tale                        | Una història egípcia                           | |
| 31 | 1985 | وداعًا بونابرت                         | Widāʿan Bonābart                                          | Adieu Bonaparte                         | Adéu Bonaparte                                 | |
| 32 | 1986 | اليوم السادس                          | Al-yawm as-sādis                                          | The Sixth Day                           | El sisè dia                                    | |
| 33 | 1989 | إسكندرية كمان وكمان                   | Iskandariyya kamān wa-kamān                               | Alexandria Again and Again              | Alexandria més i més                           | |
| 34 | 1991 | القاهرة منورة بأهلها                  | Al-Qāhira menawwara bi-ahli-hā                            | Cairo as Told by Chahin                 | El Caire vist per la seva gent                 | Documental televisiu |
| 35 | 1994 | المهاجر                               | Al-mohāgir                                                | The Emigrant                            | L'emigrant                                     | |
| 36 | 1997 | المصير                                | Al-maṣīr                                                  | The Destiny                             | El destí                                       | |
| 37 | 1998 | كلها خطوة                             | Kollu-ha Ḫaṭwa                                            | It's Only a Step                        | Tot és una passa                               | Short film |
| 38 | 1999 | الآخر                                 | Al-āẖar                                                   | The Other                               | L'altre                                        | |
| 39 | 2001 | سكوت ح نصور                           | Sokūt ḥa-nṣawwar                                          | Silence, We're Rolling                  | Silenci, rodem                                 | |
| 40 | 2002 | 11, سبتمبر                            | 11, sabtambar                                             | September, 11th                         | 11, setembre                                   | També coneguda com 11'09"01 Eleven Minutes, Nine Seconds, One Image                                                           |
| 41 | 2004 | إسكندرية-نيويورك                      | Iskandariyya-New York                                     | Alexandria-New York                     | Alexandria-Nova York                           | |
| 42 | 2007 | هي فوضى..؟                            | Hiya fawḍà..?                                             | Is This Chaos..?                        | És un caos...?                                 | Premiere al Festival de Cinema de Venècia                                                                                     |

## Premis i nominacions

### Premis
- 1979: Gran Premi del Jurat a la Berlinale per Iskanderija... lih
- 1997. Premi a la Trajectòria del 50è Festival de Cinema de Canes

### Nominacions
- 1952: Premi del Jurat al Festival de Cinema de Canes per Ibn el Nil
- 1954: Premi del Jurat al Festival de Cinema de Canes per Siraa Fil-Wadi
- 1958: Os d'Or per Bab el hadid
- 1970: Palma d'Or per Al-ard
- 1979: Os d'Or per Iskanderija... lih?
- 1985: Palma d'Or per Wadaan Bonabart
- 1997: Palma d'Or per Al-massir
- 2003: César a la millor pel·lícula de la Unió Europea per 11'09''01 - September 11
- 2007: Lleó d'Or per Heya fawda